# 마이어너 델

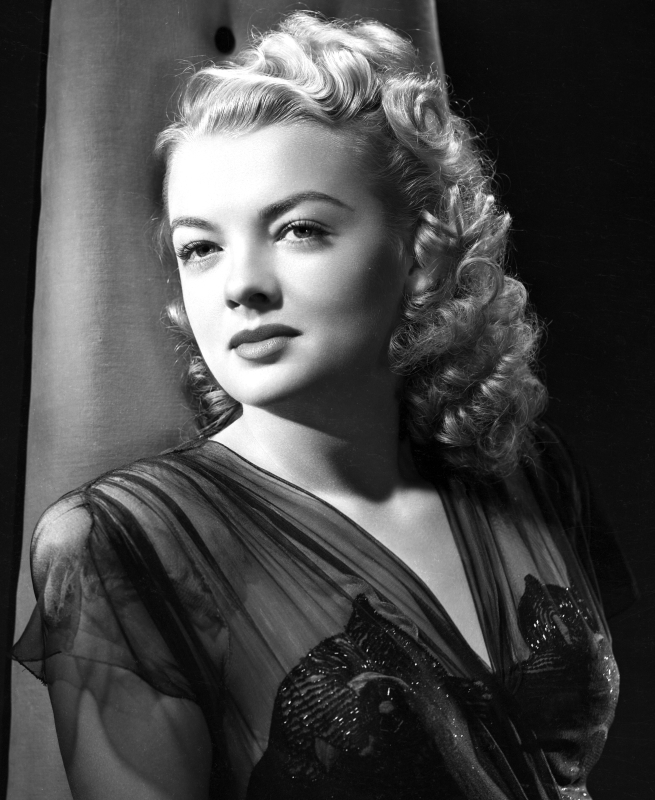

마이어너 델(Myrna Dell, 1924년 3월 5일 ~ 2011년 2월 11일)은 미국의 배우, 댄서, 텔레비전 배우, 영화배우이다.
로스앤젤레스에서 태어났다.

## 영화
- 버디 버디 (1981년)
- 스트립 (1951년)
- 격노 (1950년)
- 메이크 마인 래프 (1949년)
- 벨 오브 더 유콘 (1944년)
- 업 인 암스 (1944년)
- 미인극장 (1941년)